# قطعنامه ۲۶۱ شورای امنیت
قطعنامه  ۲۶۱ شورای امنیت سازمان ملل متحد که در تاریخ ۱۰ دسامبر ۱۹۶۸ تصویب شد، سندی بین‌المللی دربارهٔ مسئلهٔ قبرس است. این قطعنامه طی نشست ۱۴۵۹ام 
با ۱۵ موافق،۰ مخالف و۰ ممتنع تصویب شد.